# دارك كرونوكل
دارك كرونوكل، هي لعبة فيديو يابانية من نوع لعبة فيديو تقمص الأدوار، وهي من تطوير ليفل-5، ونشرها شركة سوني كمبيوتر إنترتنمنت، صدرت اللعبة في الأسواق سنة 2002، وتعمل حصراً لمنصة بلاي ستيشن 2، يكتب في الغلاف الأمريكي دارك كلود 2.